# Sonderkraftfahrzeug
Sonderkraftfahrzeug (тр. «Зондеркрафтфарцойґ»), абревіатура Sd. Kfz. або Sd Kfz, у перекладі — «машина спеціального призначення». Спеціальна номенклатура, сформована Управлінням озброєнь Третього Рейху і розповсюджувалася на всі види рухомої військової техніки[уточнити]: (мотоцикли, автомобілі, тягачі, танки, самохідні артилерійські установки, ЗСУ тощо). За цією номенклатурою індекс складався з власне абревіатури Sd. Kfz. і порядкового номера, записаного арабськими цифрами. Наприклад, Sd Kfz 101 — легкий танк Panzer I.
Система позначень не була абсолютно точною: наприклад, індекс Sd Kfz 3 позначав кілька різних версій тягача Maultier, які фактично були різними машинами; Sd Kfz 4 стосувався 3-тонного тягача Maultier та РСЗВ PzWf 42; Sd Kfz 124 стосувався самохідної гаубиці Wespe та машини підвезення боєприпасів для неї; Sd Kfz 266, Sd Kfz 267, and Sd Kfz 268 позначали командно-штабні машини на базі різних танків, відповідно до комунікаційного обладнання на них.

## Система
- 1 — 99: переважно неброньована напівгусенична техніка
- 99 — 199: танки та похідні від них, винищувачі танків, самохідна артилерія
- 200 — 299: розвідувальні машини, бронеавтомобілі, бронетранспортери тощо
- 300 та більше: саперна техніка[джерело?]

## Номенклатура
Нижче наведено список позначень Sd Kfz та відповідні пояснення.
| Індекс за спеціальною номенклатурою                                 | Інші назви                                              | Примітка |
| ------------------------------------------------------------------- | ------------------------------------------------------- | --- |
| 1 — 99: неброньована напівгусенична техніка                         |                                                         | |
| Sd Kfz 2                                                            | kleines Kettenkraftrad                                  | Напівгусеничний мотоцикл                                                                                     |
| Sd Kfz 3                                                            | Gleisketten-Lastkraftwagen 2 t (Maultier)               | Напівгусеничний вантажний автомобіль                                                                         |
| Sd Kfz 4                                                            |                                                         | Напівгусеничний вантажний автомобіль/транспортер боєприпасів                                                 |
| Sd Kfz 4/1                                                          | Panzerwerfer 42 auf Sf                                  | Самохідна пускова ракетна установка                                                                          |
| Sd Kfz 6                                                            |                                                         | Напівгусеничний артилерійський тягач                                                                         |
| Sd Kfz 7                                                            | mittlerer Zugkraftwagen 8t                              | Напівгусеничний артилерійський тягач                                                                         |
| Sd Kfz 8                                                            |                                                         | Напівгусеничний артилерійський тягач                                                                         |
| Sd Kfz 9                                                            |                                                         | Напівгусеничний артилерійський тягач                                                                         |
| Sd Kfz 10                                                           |                                                         | Напівгусеничний артилерійський тягач                                                                         |
| Sd Kfz 11                                                           |                                                         | Напівгусеничний артилерійський тягач                                                                         |
| Sd Kfz 20                                                           | Bergeschlepper 35 t                                     | БРЕМ на базі Т-34 та КВ-1                                                                                    |
| 99 — 199: танки та похідні від них                                  |                                                         | |
| Sd Kfz 101                                                          | Panzerkampfwagen I                                      | Легкий танк                                                                                                  |
| Sd Kfz 111                                                          | Munitionsschlepper I Ausf A                             | Легкий гусеничний транспортер боєприпасів на шасі Pz I                                                       |
| Sd Kfz 121                                                          | Panzerkampfwagen II                                     | Легкий танк                                                                                                  |
| Sd Kfz 122                                                          | Panzerkampfwagen II Flamm (Flamingo)                    | Легкий вогнеметний танк                                                                                      |
| Sd Kfz 123                                                          | Panzerkampfwagen II Ausf L (Luchs)                      | Легкий розвідувальний танк Luchs (VK 1303) на базі Pz II                                                     |
| Sd Kfz 124                                                          | Wespe                                                   | Самохідна 105-мм гаубиця на подовженому шасі Pz II                                                           |
| Sd Kfz 128                                                          | Panzerkampfwagen II з 5 cm KwK 39 L/60                  | Невідома модифікація                                                                                         |
| Sd Kfz 131                                                          | Marder II з Pak 40                                      | Винищувач танків на шасі Pz II                                                                               |
| Sd Kfz 132                                                          | Marder II з Ф-22                                        | Винищувач танків на шасі Pz II                                                                               |
| Sd Kfz 135                                                          | Marder I                                                | Протитанкова САУ на шасі чеського танка LT vz.38                                                             |
| Sd Kfz 135/1                                                        | 15 cm sFH 13/1 (SF) auf GW Lorraine Schlepper (f)       | Самохідна гаубиця на шасі французького бронетранспортера «Lorraine 37L»                                      |
| Sd Kfz 138                                                          | Marder 38T                                              | Протитанкова САУ на шасі чеського танка LT vz.38                                                             |
| Sd Kfz 138/1                                                        | Grille та машина заряджання                             | Самохідна гаубиця на шасі чеського танка LT vz.38 (TNHP)                                                     |
| Sd Kfz 138/2                                                        | Jagdpanzer 38                                           | Винищувач танків (jagdpanzer) на базі чеського танка LT vz.38 (TNHP)                                         |
| Sd Kfz 139                                                          | Marder III з Ф-22                                       | Винищувач танків на базі чеського танка LT vz.38 (TNHP)                                                      |
| Sd Kfz 140                                                          | Flakpanzer 38                                           | Зенітна СУ                                                                                                   |
| Sd Kfz 141                                                          | Panzerkampfwagen III                                    | Середній танк                                                                                                |
| Sd Kfz 142                                                          | Sturmgeschutz III                                       | Штурмова гармата на шасі Pz III                                                                              |
| Sd Kfz 142/2                                                        | Sturmhaubitze 42                                        | Штурмова гармата на шасі Pz III                                                                              |
| Sd Kfz 143                                                          | Panzerbeobachtungswagen III                             | Машина спостереження для артилерії                                                                           |
| Sd Kfz 144                                                          | Bergepanzerwagen III                                    | БРЕМ на шасі Pz III                                                                                          |
| Sd Kfz 161                                                          | Panzerkampfwagen IV                                     | Середній танк                                                                                                |
| Sd Kfz 161/3                                                        | Flakpanzer IV Möbelwagen                                | Зенітна СУ                                                                                                   |
| Sd Kfz 162                                                          | Jagdpanzer IV                                           | Винищувач танків (jagdpanzer) на шасі Pz IV                                                                  |
| Sd Kfz 164                                                          | Nashorn                                                 | Винищувач танків на шасі Pz IV                                                                               |
| Sd Kfz 165                                                          | Hummel                                                  | Важка самохідна гаубиця                                                                                      |
| Sd Kfz 166                                                          | Sturmpanzer IV                                          | Штурмова гармата                                                                                             |
| Sd Kfz 167                                                          | Sturmgeschutz IV                                        | Штурмова гармата на шасі Pz IV                                                                               |
| Sd Kfz 171                                                          | Panzerkampfwagen V Panther                              | Середній танк                                                                                                |
| Sd Kfz 172                                                          | Jagdpanther                                             | Винищувач танків на шасі Pz V Panther                                                                        |
| Sd Kfz 173                                                          | Jagdpanther                                             | Винищувач танків на шасі Pz V Panther                                                                        |
| Sd Kfz 179                                                          | Bergepanzerwagen Panther                                | БРЕМ на шасі Pz V Panther                                                                                    |
| Sd Kfz 181                                                          | Panzerkampfwagen VI Tiger                               | Важкий танк                                                                                                  |
| Sd Kfz 182                                                          | Panzerkampfwagen VI Tiger II                            | Важкий танк                                                                                                  |
| Sd Kfz 184                                                          | Ferdinand (Elefant)                                     | Важкий винищувач танків                                                                                      |
| Sd Kfz 186                                                          | Jagdtiger                                               | Важкий винищувач танків                                                                                      |
| 200 — 299: розвідувальні машини, бронеавтомобілі, бронетранспортери |                                                         | |
| Sd Kfz 221                                                          |                                                         | Легкий розвідувальний бронеавтомобіль                                                                        |
| Sd Kfz 222                                                          |                                                         | Легкий розвідувальний бронеавтомобіль                                                                        |
| Sd Kfz 223                                                          |                                                         | Легкий розвідувальний бронеавтомобіль                                                                        |
| Sd Kfz 231                                                          |                                                         | Важкий розвідувальний бронеавтомобіль                                                                        |
| Sd Kfz 232                                                          |                                                         | Важкий розвідувальний бронеавтомобіль                                                                        |
| Sd Kfz 233                                                          |                                                         | Важкий розвідувальний бронеавтомобіль                                                                        |
| Sd Kfz 234                                                          |                                                         | Важкий розвідувальний бронеавтомобіль                                                                        |
| Sd Kfz 247                                                          | Schwerer geländegängiger gepanzerter Personenkraftwagen | Штабний бронеавтомобіль                                                                                      |
| Sd Kfz 250                                                          |                                                         | Легкий бронетранспортер                                                                                      |
| Sd Kfz 251                                                          |                                                         | Середній бронетранспортер                                                                                    |
| Sd Kfz 252                                                          |                                                         | Бронетранспортер підвезення боєприпасів                                                                      |
| Sd Kfz 253                                                          |                                                         | Машина командирів взводів та батарей штурмових гармат                                                        |
| Sd Kfz 254                                                          |                                                         | Колісно-гусеничний бронетранспортер                                                                          |
| Sd Kfz 260                                                          | kleiner Panzerfunkkraftwagen                            | Машина зв'язку для танкових та моторизованих частин                                                          |
| Sd Kfz 261                                                          | kleiner Panzerfunkkraftwagen                            | Машина зв'язку для танкових та моторизованих частин                                                          |
| Sd Kfz 263                                                          |                                                         | Бронеавтомобиль зв'язку з радіостанцією великого радіусу дії                                                 |
| Sd Kfz 265                                                          |                                                         | Легкий командирський танк на шасі Pz I                                                                       |
| Sd Kfz 265                                                          | Sanitatskraftwagen I                                    | Броньовані санітарна машина. Перепрофілювання Kleiner Panzer Befehlswagen I.                                 |
| Sd Kfz 266                                                          | Panzerbefehlswagen                                      | Командирські танки на різних шасі, включно з Pz III, Pz V Panther та Pz VI Tiger                             |
| Sd Kfz 267                                                          | Panzerbefehlswagen                                      | Командирські танки на різних шасі, включно з Pz III, Pz V Panther та Pz VI Tiger                             |
| Sd Kfz 268                                                          | Panzerbefehlswagen                                      | Командирські танки на різних шасі, включно з Pz III, Pz V Panther та Pz VI Tiger                             |
| 300 та більше: саперні машини                                       |                                                         | |
| Sd Kfz 300                                                          | Minenraeum-Wagen BI/BII                                 | Радіокерована саперна машина. Центром радіоконтролю BI і BII був Kleiner Panzer Befehlswagen I (Sd.Kfz.265). |
| Sd Kfz 301                                                          | Borgward IV                                             | Радіокерована міна                                                                                           |
| Sd Kfz 302                                                          | Goliath E                                               | Радіокерована міна                                                                                           |
| Sd Kfz 303                                                          | Goliath V                                               | Радіокерована міна                                                                                           |
| Sd Kfz 304                                                          | Springer                                                | Радіокерована міна                                                                                           |